# Арнольди, Эдгар Михайлович
Э́дгар Миха́йлович Арно́льди (20 февраля 1898, Рига — 23 сентября 1972, Ленинград) — советский киновед, историк кино, кинокритик, журналист, редактор.

## Биография
Родился в Риге. До 1917 года, будучи учащимся среднего учебного заведения в Петрограде, давал уроки, работал корректором. Участвовал в работе нелегального кружка средних учебных заведений. После Октябрьской революции — член Центральной управы и председатель райкома Организации учащихся средних учебных заведений (ОСУЗ) в Петрограде. В 1917 году поступил на историко-филологический факультет Петроградского университета, но не окончил его. В начале 1918 года вступил добровольцем в РККА, через полгода был демобилизован по болезни, работал в типографии «Копейка».
В 1918—1819 годах — инструктор, секретарь отдела Собеса Рождественского райсовета рабочих, крестьянских и солдатских депутатов в Петрограде. Преподавал историю революционного движения в России и русскую литературу на вечерних курсах в Доме рабочих и крестьян. 
С марта 1919 года — вновь в РККА, служил красноармейцем в 4-й армии Восточного фронта, 8-й армии Южного фронта и 7-й армии Западного фронта. В 1921 году работал заместителем заведующего литературным отделом и помощником заведующего библиотекой Пролеткульта.
С 1921 года выступал в печати. В 1921—1922 годах — репортёр, корректор и помощник выпускающего редактора газеты «Маховик» в Петрограде. В 1922 году совместно с П. А. Корыхаловым организовал газету «Вечерний телеграф». В 1922—1924 годах работал в газете «Известия ЦИК СССР». В 1922—1928 годах —  секретарь редакции и организатор сети корреспондентов ленинградского отделения газеты «Экономическая жизнь». Печатался в газетах «Кооперативная жизнь», «Торгово-промышленная газета», «Красная газета», «Жизнь искусства», «Кино-газета», в журналах «Огонёк», «Красная нива» и других. Работал литературным сотрудником издательства «Теакинопечать». Являлся одним из учредителей Ленинградского отделения Ассоциации революционной кинематографии (АРК). С февраля 1926 года входил в состав Кинокомитета при Государственном институте истории искусств (ГИИИ). Был в дружеских отношениях с Александром Грином.
В 1930 году окончил Высшие курсы искусствоведения при ГИИИ.
В 1929—1936 годах — научный сотрудник отдела истории и теории театра, секретарь секции кино, заместитель председателя сектора киноведения ГИИИ (с 1933 года — Государственной академии искусствознания (ГАИС)). Читал лекции по истории кино в Техникуме сценических искусств, на курсах художественных работников Ленинградской кинофабрики «Союзкино», в сценической мастерской Всероскомдрама, выступал с рядом докладов в ГИИИ. После закрытия Кинокабинета ГИИИ работал в Ленинградском доме кино, где мог «заниматься культмассовой работой и, в порядке частной инициативы, научными исследованиями».
В 1937—1938 годах — заведующий искусствоведческим циклом Ленинградского института киноинженеров (ЛИКИ).
В 1938—1941 годах — научный сотрудник, старший научный сотрудник кабинета киномузыки Государственного музыкального научно-исследовательского института (с 1939 года — Государственного научно-исследовательского института театра и музыки). Параллельно с 1938 года работал заведующим секцией истории искусств при кафедре литературы и искусства Коммунистического политико-просветительского института имени Н. К. Крупской.
В 1941 году был арестован по политическим мотивам. Постановлением Особого совещания при НКВД СССР от 8 июля 1944 года освобождён из-под стражи, в наказание был зачтён срок предварительного заключения. Реабилитирован 26 октября 1956 года.
После освобождения работал заведующим учебной частью Школы киноактёра при Свердловской киностудии художественных фильмов, читал лекции по истории кино (1944—1948), затем —  редактором и сценаристом на киностудии «Леннаучфильм». В конце 50-х годов им была подготовлена к защите диссертация.
Автор ряда статей, монографий по истории кино, кинолибретто. Является одним из пионеров советского киноведения. В 1920—1930-е годы Арнольди считался одним из крупнейших в СССР специалистов по зарубежному кино.
Умер 23 сентября 1972 года в Ленинграде.   

### Семья
- Первая жена — Ирина Валериановна Карнаухова (1901—1959), детская писательница[25][26].
- Вторая жена — Татьяна Давыдовна Лаврова (1901—1944), главный библиограф Государственной публичной библиотеки имени М. Е. Салтыкова-Щедрина, умерла в тюрьме[1][27].